# Yachiyo (Ibaraki)
Yachiyo (八千代町?) è una cittadina giapponese della prefettura di Ibaraki.